# Piskî, Novopskov
Piskî (în ucraineană Піски) este localitatea de reședință a comunei Piskî din raionul Novopskov, regiunea Luhansk, Ucraina.

## Demografie
Componența lingvistică a localității Piskî
     Ucraineană (95,04%)
     Rusă (4,74%)
     Alte limbi (0,07%)
Conform recensământului din 2001, majoritatea populației localității Piskî era vorbitoare de ucraineană (95,04%), existând în minoritate și vorbitori de rusă (4,74%).